# Artivist Film Festival & Awards
Artivist Film Festival & Awardse e международен филмов фестивал, посветен на усилията на режисьори активисти, в областта на опазване на човешките права, защита на детето, опазване на околната среда и правата на животните.

## Спечелилите награди

### 2011
- Най-добър филм – Artivist Spirit: Love Hate Love режисьори Dana Nachman и Don Hardy
- Най-добър късометражен филм – Artivist Spirit: Crooked Beauty режисьор Ken Paul Rosenthal
- Най-добър филм – Children's Advocacy: Surfing Soweto режисьор Sara Blecher
- Най-добър късометражен филм – Children's Advocacy: Grace режисьор Meagan Kelly
- Най-добър филм – Animal Advocacy: „Green“ режисьор Patrick Rouxel
- Най-добър късометражен филм – Animal Advocacy: Saving Pelican 895 режисьор Irene Taylor Brodsky
- Най-добър филм – Environmental Preservation: Spoil режисьор Trip Jennings
- Най-добър късометражен филм – Environmental Preservation: The Leaves Keep Falling режисьор Julie Winokur
- Най-добър филм – International Human Rights: Because We Were Beautiful режисьор Frank van Osch
- Най-добър късометражен филм – International Human Rights: Umoja режисьор Elizabeth Tadic

### 2010
- Най-добър филм – Artivist Spirit: „ReGeneration“ режисьор Philip Montgomery
- Най-добър късометражен филм – Artivist Spirit: „Arena“ режисьор Jota Aronack
- Най-добър филм – Children's Advocacy: „Kids of the Majestic“ режисьор Dylan Verrechia
- Най-добър късометражен филм – Children's Advocacy: „Sarah“ режисьор Brandon Hess
- Най-добър филм – Animal Advocacy: „Africa's Lost Eden“ режисьор James Byrne
- Най-добър късометражен филм – Animal Advocacy: „Albatrocity“ режисьори J. Ollie Lucks, Iain Frengley, Edward Saltau
- Най-добър филм – Environmental Preservation: „Deep Green“ режисьор Matt Briggs
- Най-добър късометражен филм – Environmental Preservation: „The Krill is Gone“ режисьор Jeffrey Bost
- Най-добър филм – International Human Rights: „Complexo – Universo Paralelo“ режисьор Mário Patrocinio
- Най-добър късометражен филм – International Human Rights: „Mine: Story of a Sacred Mountain“

### 2009
- Най-добър филм – Artivist Spirit: „Intelligent Life“ режисьор Brian Malone
- Най-добър късометражен филм – Artivist Spirit: „Rough Cut“ режисьор Taghreed Saadeh
- Най-добър филм – Children's Advocacy: „Children of War“ режисьор Bryan Single
- Най-добър късометражен филм – Children's Advocacy: „The One Wayz“ режисьор Linda Chavez
- Най-добър филм – Animal Advocacy: „Ice Bears of the Beaufort“ режисьор Arthur C. Smith III
- Най-добър късометражен филм – Animal Advocacy: „Abe“ режисьор Khen Shalem
- Най-добър филм – Environmental Preservation: „Belonging“ режисьор Gerard Ungerman
- Най-добър късометражен филм – Environmental Preservation: „Urubus têm Asas (Vultures Have Wings)“ режисьори Marcos Negrão и Andre Rangel
- Най-добър филм – International Human Rights: „La Mission“ режисьор Peter Bratt
- Най-добър късометражен филм – International Human Rights: „Intersection“ режисьор Jae Woe Kim

### 2008
- Най-добър филм – Artivist Spirit: „Zeitgeist: Addendum“ режисьор Peter Joseph (This was the festival opening movie)
- Най-добър късометражен филм – Artivist Spirit: „Sovereignty“ режисьор Jonathan Sale
- Най-добър филм – International Human Rights: „They Turned Our Desert Into Fire“ режисьор Marck Brecke
- Най-добър късометражен филм – International Human Rights: „Tibet: Beyond Fear“ режисьор Michael Perlman
- Най-добър филм – Children's Advocacy: „Bomb Harvest“ режисьор Kim Mordaunt
- Най-добър късометражен филм – Children's Advocacy: „Returned: Child Soldiers of Nepal's Maoist Army“ режисьор Robert Koenig
- Най-добър филм – Animal Advocacy: „Companions to None“ режисьор Bill Buchanan
- Най-добър късометражен филм – Animal Advocacy: „Blinders“' режисьор Donald Moss
- Най-добър филм – Environmental Preservation: „One Water“ режисьор Sanjeev Chatterjee
- Най-добър късометражен филм – Environmental Preservation: „Eudaimonia“ режисьор Jude Shingle

### 2007
- Най-добър филм – Artivist Spirit: „Zeitgeist“ режисьор Peter Joseph
- Най-добър късометражен филм – Artivist Spirit: „The Rich Have Their Own Photographers“ режисьор Ezra Bookstein
- Най-добър филм – International Human Rights: „American Drug War“ режисьор Kevin Booth
- Най-добър късометражен филм – International Human Rights: „The Worst Job in the World“ режисьор Jens Pedersen
- Най-добър филм – Children's Advocacy: Glue Boys режисьор Phil Hamer
- Най-добър късометражен филм – Children's Advocacy: „Girl Stars: Anita the Beekeeper“ режисьор Vikash Nowlakh
- Най-добър филм – Animal Advocacy: „Beyond Closed Doors“ режисьор Hugh Dorigo
- Най-добър късометражен филм – Animal Advocacy: „Sharks – Stewards of the Reef“ режисьор Holiday Johnson
- Най-добър филм – Environmental Preservation: „Out of Balance“ режисьор Tom Jackson
- Най-добър късометражен филм – Environmental Preservation: „Anthropology 101“ режисьор Wayne Brittendon

### 2006
- Най-добър късометражен филм – Human Rights: „A QUESTION OF LOYALTY“ режисьор Randall Wilkins
- Най-добър филм – Human Rights: „Occupation 101“ режисьори Sufyan Omeish и Abdallah Omeish
- Най-добър късометражен филм – Children's Advocacy: „DAUGHTERS AND SONS: PREVENTING CHILD TRAFFICKING IN THE GOLDEN TRIANGLE“ режисьор Sarah Feinbloom
- Най-добър филм – Children's Advocacy: „SITA: A GIRL OF JAMBU“ режисьор Kathleen Man
- Най-добър късометражен филм – International Environmental Preservation: „FREEDOM FUELS“ режисьор Martin O'Brien
- Най-добър филм – International Environmental Preservation: „Crude Impact“ режисьор James Jandak Wood
- Най-добър късометражен филм – Animal Advocacy: „THE MEATRIX II“ режисьор Louis Fox
- Най-добър филм – Animal Advocacy: „MAD COWBOY“ режисьор Dr. Michael Tobias
- Най-добър късометражен филм – Artivist Spirit: „BELIEVE“ режисьор Synthian Sharp
- Най-добър филм – Artivist Spirit: „CLASS ACT“ режисьор Sara Sackner

### 2005
- Най-добър късометражен филм – Environmental Preservation: „OIL AND WATER“ режисьор Corwin Fergus
- Най-добър филм – Environmental Preservation: „OIL ON ICE“ режисьор Dale Djerassi
- Най-добър късометражен филм – Animal Advocacy: „WITNESS“ режисьор Jennifer Stein
- Най-добър филм – Animal Advocacy: „Earthlings“ режисьор Shaun Monson
- Най-добър късометражен филм – International Human Rights: „Seoul Train“ режисьори Jim Butterworth, Lisa Sleeth & Aaron Lubarsky
- Най-добър филм – International Human Rights: „TRUDELL“ режисьор Heather Rae
- Най-добър късометражен филм – Children's Advocacy: HUMMINGBIRD режисьор Holly Mosher
- Най-добър филм – Children's Advocacy: „STOLEN CHILDHOODS“ режисьор Len Morris
- Най-добър късометражен филм – Artivist Spirit: „EMMANUEL'S GIFT“ режисьор Lisa Lax и Nancy Lax
- Най-добър филм – Artivist Spirit: „HOPE“ режисьор Catherine Margerin

### 2004
- Най-добър филм – Environmental Preservation: „BLUE VINYL“ режисьор Judith Helfland
- Най-добър късометражен филм – Environmental Preservation: „GOOD RIDDANCE“ режисьорNick Hilligoss
- Най-добър филм – Animal Rights: „CHATTEL“ режисьор Rebecca Harrell
- Най-добър късометражен филм – Animal Rights: „4 DAYS“ режисьор Richard Hauck
- Най-добър филм – Children's Advocacy: „BORN INTO BROTHELS“ режисьор Ross Kauffman и Zana Briski
- Най-добър късометражен филм – Children's Advocacy: „OLD ENOUGH TO KNOW BETTER“ режисьор Joel Venet
- Най-добър филм – Human Rights: „WE INTERRUPT THIS EMPIRE“ режисьор Rana Freedman
- Най-добър късометражен филм – Human Rights: „BID 'EM IN“ режисьор Neal Sopata
- Най-добър филм – Artivist Spirit: „A LIFE OF DEATH“ режисьор Dawn Westlake
- Най-добър късометражен филм – Artivist Spirit: „OUTSIDE THE LINES“, режисьор Markus Stilman
- Audience Award: „NOTHING WITHOUT YOU“ режисьори Ted Mattison и Paul Kelleher